# Tapinoma menozzii
Tapinoma menozzii är en myrart som beskrevs av Horace Donisthorpe 1936. Tapinoma menozzii ingår i släktet Tapinoma och familjen myror. Inga underarter finns listade i Catalogue of Life.